# Emilianus-Stollen

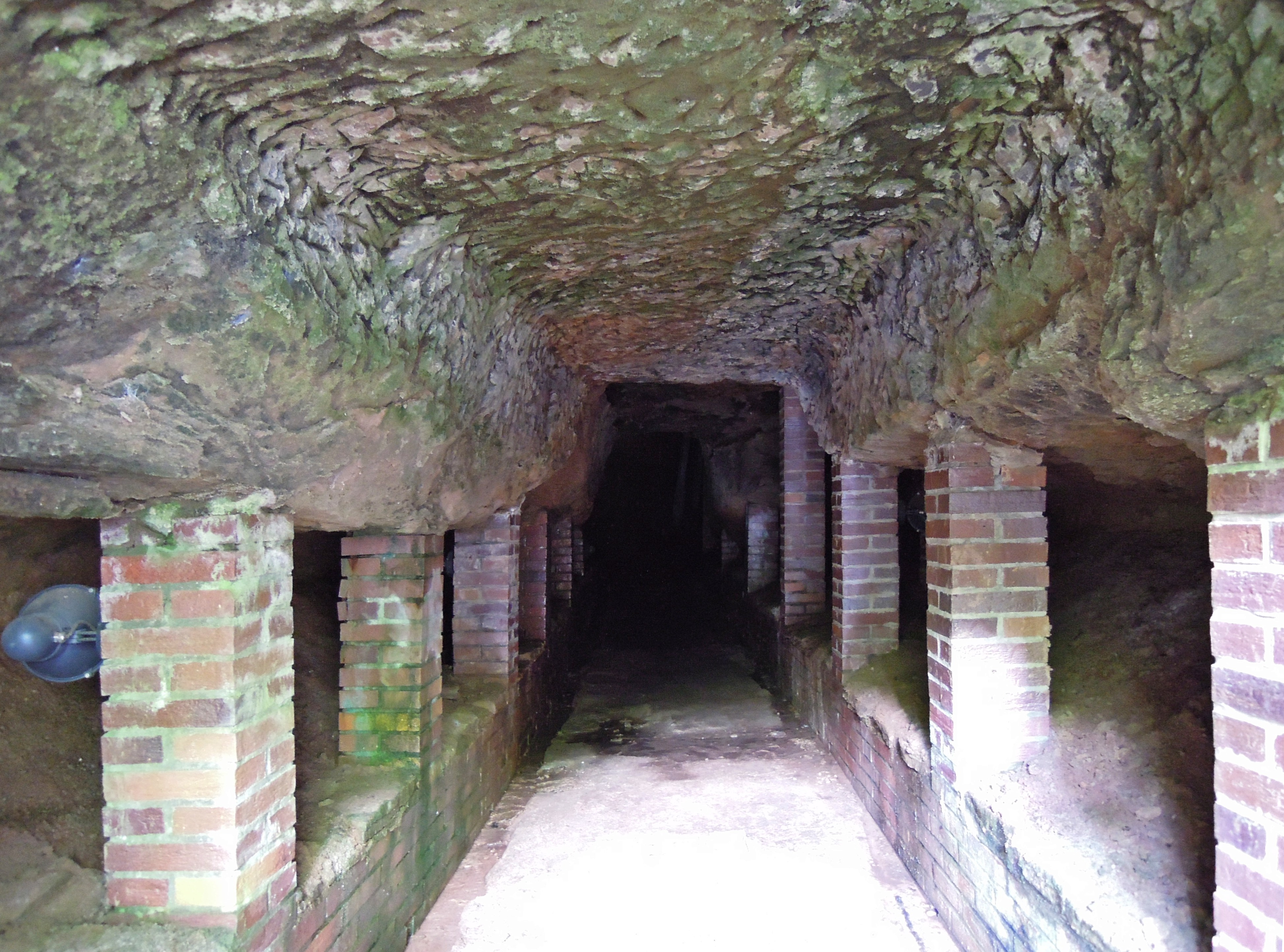
Stollenzugang

Der Emilianus-Stollen ist Teil eines römischen Kupferbergwerks am Steilhang des Saargaus im Ortsteil St. Barbara der saarländischen Gemeinde Wallerfangen in Deutschland.
Der Eingang befindet sich etwa 150 Meter von der Hauptstraße entfernt. Der antike Stollen ist mit seiner in Stein gehauenen Inschrift das einzige direkte Zeugnis untertägigen Bergbaus in Mitteleuropa aus der Römerzeit. Er ist allerdings nicht das älteste untertägige Bergwerk in Mitteleuropa. Schon im 5. Jahrtausend v. Chr. gab es hier untertägigen Bergbau auf Feuerstein und Kupfermineralien. Eine Besichtigung des Bergwerks ist im Rahmen von Führungen möglich.

## Inschrift
Die in Stein gehauene sogenannte Emilianus-Inschrift am Stolleneingang lautet:.
Incepta offi-
cina (A)emiliani
Nonis Mart(iis)
(„Der [Bergwerks-]Betrieb des Aemilianus nahm am 7. März seine Arbeit auf.“)

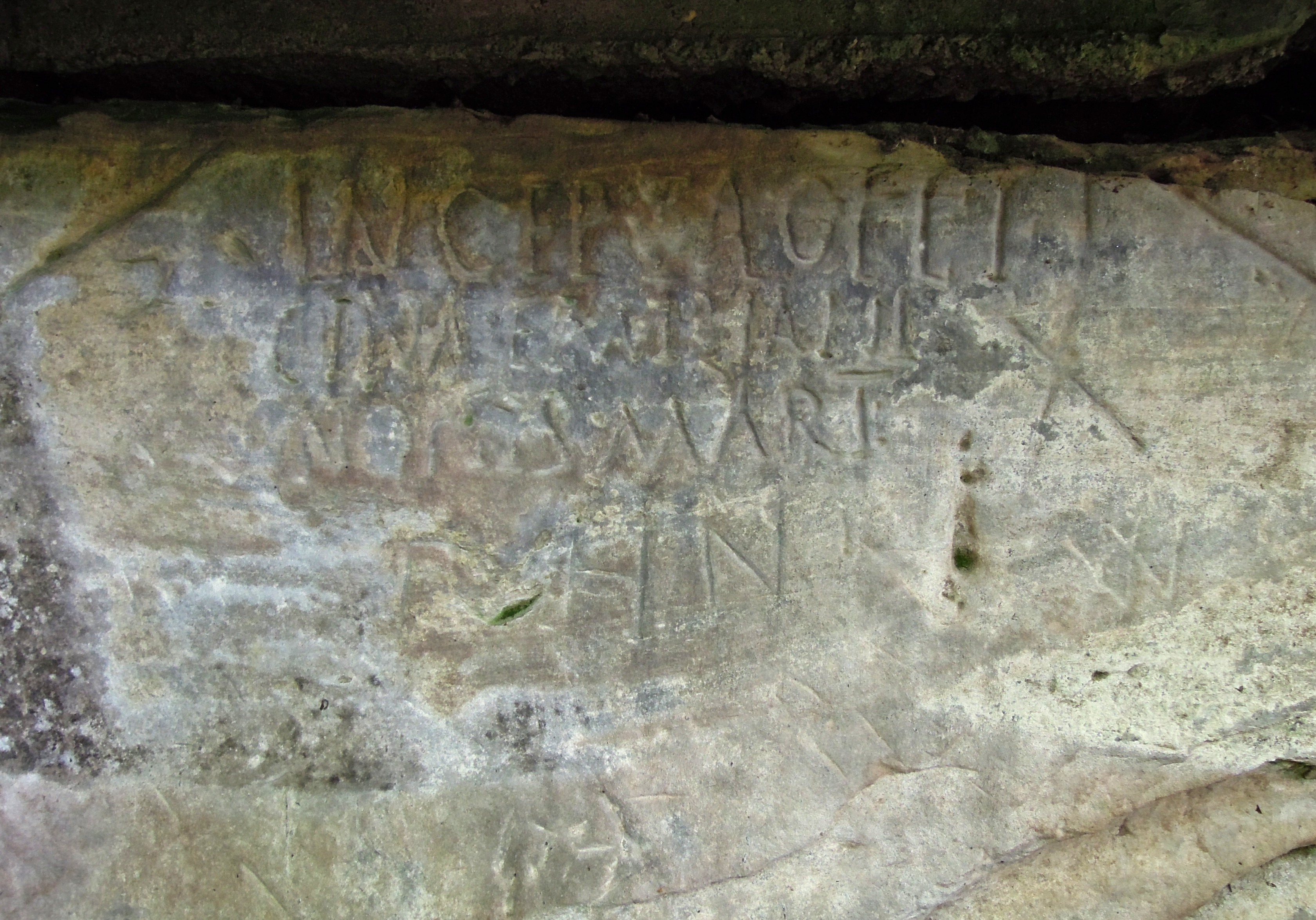
Inschrift

Sie dokumentiert das Abbaurecht nach römischem Bergrecht (lex metallis dicta), nach dem der Betrieb innerhalb von 25 Tagen aufzunehmen ist und nicht länger als ein halbes Jahr ruhen durfte, ohne dass das Abbaurecht verfiel.
Das auf Kaiser Hadrian zurückgehende, auf den Erztafeln von Vipasca teilweise überlieferte Recht diente der einheitlichen Regelung des Bergbaus in den Provinzen. Das Recht zum Bergwerksbetrieb wurde durch die Occupatio, das Aufstellen einer Tafel mit dem Namen des Besitzers und dem Datum des Abbaubeginns, dokumentiert. Gewöhnlich wurden wohl Holztafeln aufgestellt, die später verfielen.
Eine Jahreszahl ist der Inschrift nicht zu entnehmen. Es wird jedoch angenommen, dass der Abbau im 2./3. Jahrhundert n. Chr. stattfand.
Ein Abguss der Inschrift ist im Historischen Museum Wallerfangen zu besichtigen.
Der Abbau diente wohl weniger der Kupfergewinnung als vielmehr der Herstellung von Wallerfanger Blau aus Azurit und Malachit.

1) Oberer Emilianusstollen
2) Unterer Emilianusstollen

## Ausgrabungen
Etwa 130 m westlich befindet sich der 1964–1967 von dem Geologen G. Müller entdeckte und vermessene, 2000–2019 vom Deutschen Bergbau-Museums Bochum (G. Körlin) ausgegrabene Stollen Bruss, ebenfalls römischen Ursprungs. Auch der mittelalterliche Azuritbergbau am Blaufels und am Limberg ist mit Rechnungen von 1492 belegt. Der Azuritbergbau wurde demnach rund um St. Barbara auch in nachrömischer Zeit fortgesetzt.
1964 fanden die ersten systematischen Ausgrabungen am Emilianusstollen durch das damalige saarländische Konservatoramt statt. Im Zuge dieser Erkundungen erwarb der Landkreis Saarlouis das Gelände und stellte den Stollen unter Denkmalschutz.
Eine vom Deutschen Bergbaumuseum Bochum durchgeführte  Ausgrabungskampagne fand 1976 mit der Einrichtung eines Besucherbergwerks mit Unterstützung des Bergwerks Ensdorf ihren Abschluss.
1993 wurde der untere Emilianusstollen freigelegt und in einem von nachfolgendem Bergbau unberührten Zustand vorgefunden. Die Bergwerksgesellschaft Merchweiler sicherte den Stollen vor Rutschungen mit modernem Ausbau. Der Zugang dient lediglich Forschungszwecken.
Die 2008 vom Bergbaumuseum Bochum durchgeführten Untersuchungen ergaben eine viel größere Ausdehnung des Stollens Bruss als bislang bekannt. Eine Schaufel mit hölzernem Stiel und zerbrochenem Blatt wurde gefunden und ein weiterer 20 m vor dem Stollenende aufgehender Schacht entdeckt.